# JK Vall Tallinn
El JK Vall Tallinn fue un equipo de fútbol de Estonia que alguna vez jugó en la Meistriliiga, la primera división de fútbol en el país.

## Historia
Fue fundado en el año 1993 en la capital Tallinn y debutó en la II liiga en la temporada 1993/94, en la que terminó en segundo lugar solo por detrás del Pärnu JK/Kalev.
En la temporada siguiente termina otra vez en segundo lugar de la II liiga, con la diferencia de que gracias a eso logran el ascenso a la Esiliiga por primera vez en su historia. En tan solo una temporada en segunda división logran el ascenso a al Meistriliiga por primera vez.
En su temporada de debut en la máxima categoría fue un desastre, ya que de 14 partidos, empató uno y perdió los demás, con lo que son uno de los peores clubes en una temporada de la Meistriliiga, pero no descendieron por la expansión de la liga para la siguiente temporada.
Al finalizar la temporada de 1995/96 el club decide vender su plaza en la máxima categoría al Lelle SK por problemas financieros para mantener a un club en la Meistriliiga y desaparece en la temporada 1997/98 mientras juega en la Esiliiga.

## Palmarés
- Esiliiga: 1

1997/98

## Temporadas
| Temporada | Liga         | Pos. | J  | G  | E | P  | GF:GC | Pts. |
| --------- | ------------ | ---- | -- | -- | - | -- | ----- | ---- |
| 1993/94   | II liiga     | 2.º  | 20 | 14 | 2 | 4  | 70:28 | 30   |
| 1994/95   | II liiga     | 6.º  | 10 | 2  | 2 | 6  | 14:24 | 8    |
| 1994/95   | II liiga     | 2.º  | 8  | 4  | 1 | 3  | 13:13 | 13   |
| 1995/96   | Esiliiga     | 2.º  | 10 | 7  | 0 | 3  | 18:9  | 21   |
| 1996/97   | Meistriliiga | 8.º  | 14 | 0  | 1 | 13 | 9:44  | 1    |
| 1997/98   | Esiliiga     | 1º   | 14 | 12 | 1 | 1  | 43:13 | 37   |